# Guamá (Kuba)
Guamá ist ein Municipio in der kubanischen Provinz Santiago de Cuba. Es verläuft westlich der Provinzhauptstadt Santiago langgestreckt an der Karibikküste bis hin zum Westen der Provinz Granma. Im Norden grenzt es an die Municipios Tercer Frente und Palma Soriano. Verwaltungssitz des Municipios ist die kleine Stadt Chivirico. Höchste Erhebungen sind der Pico Real del Turquino, der Pico Cuba und der Pico Suecia.
Der Hauptwirtschaftszweig der Region ist die Agroindustrie. Wichtigste Produkte sind Kaffee, Holz, Zitrusfrüchte, Fisch und Vieh.
Das Municipio Guamá hat 35.516 Einwohner verteilt auf eine Fläche von 964,6 km², was einer Bevölkerungsdichte von 36,8 pro km² entspricht.
Das Municipio verdankt seinen Namen dem Taíno-Kazike Guamá, der im Jahre 1530 eine Rebellion gegen die spanischen Konquistadoren anführte.